# Світ штормів
«Світ штормів» (англ. Stormworld) — австралійсько-канадський науково-фантастичний телесеріал, який вийшов на екрани в 2009 році.

## Сюжет
Друзі Джейсон (Ендрю Дженкінс) та Лі (Келум Ворті) вирушають на морську прогулянку на катері біля Ванкувера. Під час подорожі потрапляють у бурю, яка виявляється міжпросторовою. Хлопці потрапляють до паралельного Всесвіту.
У цьому Всесвіті відсутні великі міста, школи, готелі, ресторани. Земля тут освітлюються 3 сонцями (жовте, синє, червоне), через що на планеті постійна спека, є безкінечні океани з невеличкими островами зі спекотним кліматом, нараховуються численні дикі узбережжя, численні бурхливі шторми. Кожен день триває 30 годин. Найнебезпечнішим є період, коли над землею стоїть червоне сонце. Небезпеку становлять сукальники, що складаються з сухого повітря, від якого люди зневоднюються та перетворюються на пил. Іншою небезпекою є містали-тумани, які можуть призвести до смерті людей.
Серед мешканців — войовничий народ (абідери), які є корінними жителями, а також люди та істоти, що потрапляють сюди з різних світів. Для мешканців цих земель кожний ковток питної води на вагу золота. Усі новоприбулі скупчуються у Поселенні, де володарює Веролда.
Джейсон і Лі, намагаючись вижити в новому світі, стають справжніми чоловіками. Спочатку отримують допомогу від досвідченого мореплавця Фліса (Валентина Баррон). Водночас вони постійно шукають шлях до дому. Для цього намагаються вирахувати час утворення вихору між світами, який утворюють рої великих комах.

## Герої
- Джейсон (Ендрю Дженкінс) — хлопець з Землі, фізично сильний, один з головних героїв, згодом стає одним з лідерів Поселення.
- Лі (Келум Ворті) — хлопець з Землі, інтелектуал, один з головних героїв, у 26-й серії повертається до рідного світу.
- Фліс (Валентина Баррон) — прибула до Світу штормів 7 років тому. Допомагає головним героям. Постійно шукає зниклого батька. Чудово знає географію Світу штормів.
- Огі (Ендрю Кавадас) — розумна істота, що потрапила з іншої планети.
- Веролда (Мішель Форнасьє) — засновник Поселення та лідер поселян.
- Люсі (Челсі Джонс) — молода дівчина Поселення.
- Макин (казимир Сас) — поселянин, що постійно інтригує проти Веролди. Наприкінці серіалу ненавмисно руйнує портал переходу через світи.
- Гінтор (Стів Тернер) — прихильник авторитарного правління в Поселенні.
- Тофф (Крейн Гайд-Сміт) — Хранитель маяка.
- Гол Хаті (Ліланті Веддіккара) — очільник народу дрогі.
- Восс (Георгі Шевцов) — патріарх аркоддіан.

## Народи Світу штормів
Усе населення поділяється на 4 групи: поселяни, аркоддійці, дрогі, абідери. Поселяни керують демократичними законами на основі своєрідної конституції. Живляться завдяки саду. Звели маяк, який спрямовує новоприбулих до Поселення. Їхніми ворогами є дрогі, що озброєні енергійними гарматами. Вони постійно нападають на поселян. Аркоддійці мешкають на островах. У них весь час бракує води, мають флот, який складається з великих човнів. Живляться водоростями.
Корінним населенням є абідери, які мешкали до прибуття інших народів. Абідери створили портал, через який до Світу штормів потрапляють нові люди.

## Серії
1. Три сонячних дні
2. Поселення
3. Бартер, бартер скрізь
4. Каллаган
5. Право врятувати
6. На пательні
7. Підстрибуючий м'яч
8. Втеча з Нової Аркоддії
9. Родинні зв'язки
10. Зміна припливів
11. Фермер, що втік
12. Спочатку родина
13. Гонитва почалася
14. Острів Люс
15. Глибоко донизу
16. Пожежа та втеча
17. Зміна старого порядку
18. Підняття Кугара
19. Гаряча ванна
20. Десять пісків
21. Пан мандрівників
22. Вихори та повороти
23. День визволення
24. Велика Вода
25. Довгий шлях додому
26. Дорога додому